# Yongdinglu
Das Straßenviertel Yongdinglu (chinesisch 永定路街道, Pinyin Yǒngdìnglù Jiēdào) liegt im Südwesten des Pekinger Stadtbezirks Haidian. Es reicht im Westen bis zur Yuquan-Straße, wo es an den Stadtbezirk Shijingshan grenzt, im Süden bis zum Lianhua-Fluss, wo es an den Stadtbezirk Fengtai grenzt, im Osten bis zur 4. Ringstraße und im Norden bis zur Fushi-Straße. 
In der Yongding-Straße Ecke Zhengda-Straße befindet sich die Akademie für Verteidigungstechnologie, die „Zweite Akademie“ der China Aerospace Science and Industry Corporation, wo die ersten Trägheitsnavigationssysteme chinesischer Raketen entwickelt wurden und heute unter anderem die Systeme für das automatische Andocken von Raumflugkörpern hergestellt werden.
Das Straßenviertel besitzt eine Fläche von 1,72 km², im Sommer 2019 hatte es 51.000 Einwohner. Rund 40.000 davon waren registrierte Bürger des Straßenviertels, etwa 10.000 waren Leute von außerhalb, die meisten davon Beschäftigte der 2. Akademie. 11.543 Einwohner waren Rentner über 60.

## Geschichte

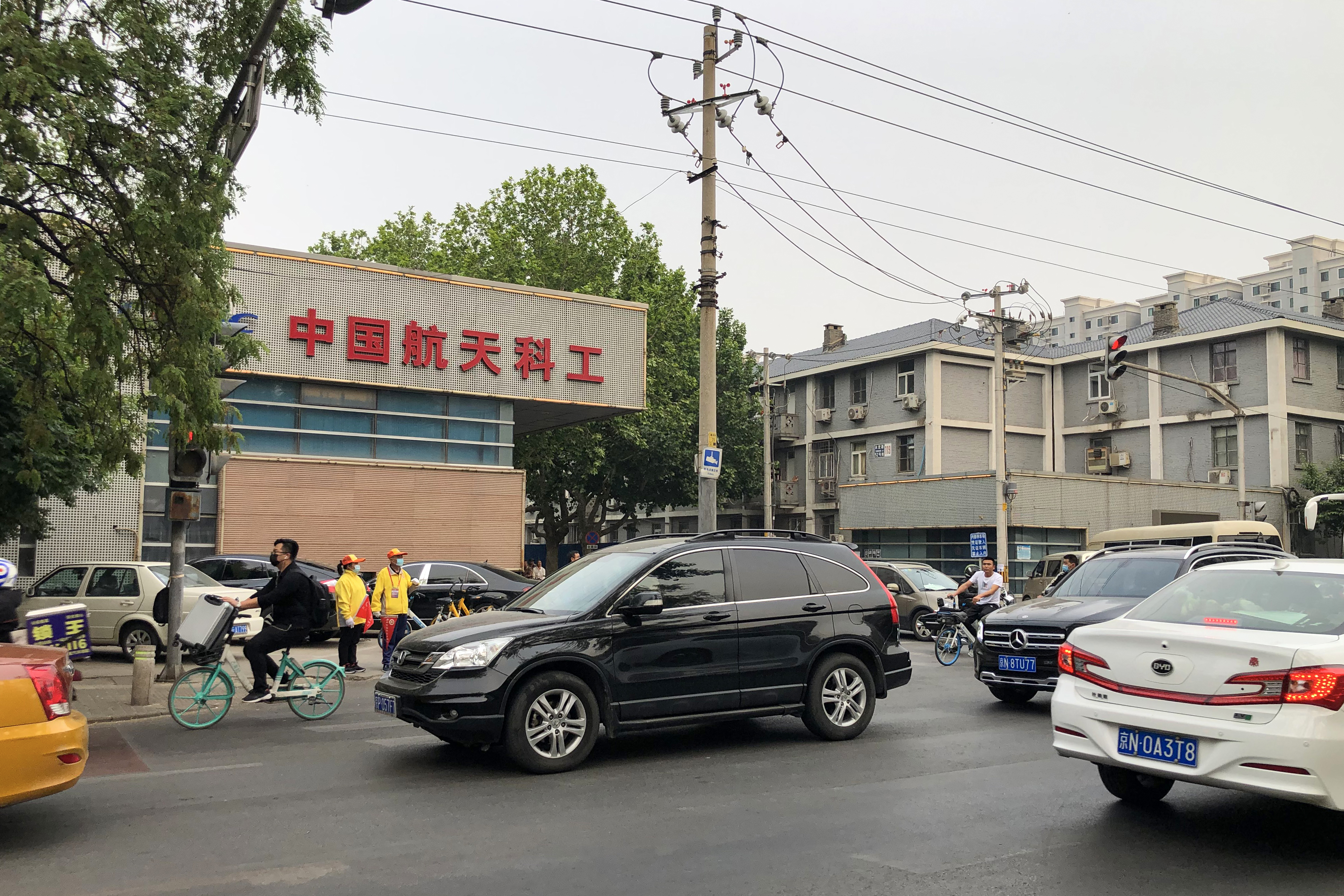
Logo der China Aerospace Science and Industry Corporation am Eingang des Straßenviertels

Das Straßenviertel Yongdinglu wurde am 19. Mai 1979 als sogenanntes „Akademieviertel“ gegründet. Es ist im Prinzip die Werkssiedlung der damaligen 2. Akademie des Siebten Ministeriums für Maschinenbauindustrie, die unter der gemeinsamen Verwaltung des Stadtbezirks Haidian und der Firma steht. Für die Sicherheit sorgt eine Einheit der Bewaffneten Volkspolizei, aber Strom, Wasser, Fernheizung und Hausmeisterdienste wurden bis zum 30. Juni 2019 von der 2. Akademie zur Verfügung gestellt. Dies stellte eine beträchtliche finanzielle Belastung für die Firma dar, daher wurden besagte Dienstleistungen im Rahmen einer landesweiten Reform der Zentral Verwalteten Unternehmen zum 1. Juli 2019 in eine nach marktwirtschaftlichen Prinzipien arbeitende GmbH ausgegliedert und die Aufsicht an die Stadtbezirksregierung übertragen. Im Zuge dieser Umgestaltung wurden dem Straßenviertel Yongdinglu mit Wirkung vom 2. September 2019 auch Einwohnergemeinschaften aus den benachbarten Straßenvierteln zugeschlagen, wodurch sich deren Gesamtzahl von 16 auf 31 erhöhte.
Ursprünglich wurden sämtliche Kader in der Straßenviertel-Verwaltung direkt von der 2. Akademie ernannt. Durch den Wandel in der Altersstruktur und die zunehmende Mobilität der Arbeitnehmer nahm die Zahl der Bewohner, die eine direkte Bindung an die Firma hatten, mit der Zeit ab. Die Übertragung der Verwaltungskompetenzen an den Stadtbezirk, die unter den Einwohnern nicht uneingeschränkte Zustimmung fand, spiegelt diesen Übergang von Firmenmitarbeitern zu Bürgern wider.

## Administrative Gliederung
Das Straßenviertel Yongdinglu setzt sich aus 31 Einwohnergemeinschaften zusammen. Diese sind:
| Einwohnergemeinschaft Yijiefang (一街坊社区), Regierungssitz des Straßenviertels Einwohnergemeinschaft Erjiefang Ost (二街坊东社区) Einwohnergemeinschaft Erjiefang West (二街坊西社区) Einwohnergemeinschaft Sanjiefang Ost (三街坊东社区) Einwohnergemeinschaft Sanjiefang Mitte (三街坊中社区) Einwohnergemeinschaft Sanjiefang Nord (三街坊北社区) Einwohnergemeinschaft Sanjiefang West (三街坊西社区) Einwohnergemeinschaft Sijiefang Ost (四街坊东社区) Einwohnergemeinschaft Sijiefang West (四街坊西社区) Einwohnergemeinschaft Wujiefang (五街坊社区) Einwohnergemeinschaft Liujiefang Ost (六街坊东社区) Einwohnergemeinschaft Liujiefang West (六街坊西社区) Einwohnergemeinschaft Qijiefang (七街坊社区) Einwohnergemeinschaft Bajiefang Ost (八街坊东社区) Einwohnergemeinschaft Bajiefang West (八街坊西社区) Einwohnergemeinschaft Jiujiefang (九街坊社区) | Einwohnergemeinschaft Caishi-Str. 7 (采石路7号社区) Einwohnergemeinschaft Fuxing-Str. 40 (复兴路40号社区) Einwohnergemeinschaft Fuxing-Str. 83 (复兴路83号社区) Einwohnergemeinschaft Taiping-Str. 27 (太平路27号社区) Einwohnergemeinschaft Taiping-Str. 44 (太平路44号社区) Einwohnergemeinschaft Taiping-Str. 46 (太平路46号社区) Einwohnergemeinschaft Tiejiafen (铁家坟社区) Einwohnergemeinschaft Jingouhe (金沟河社区) Einwohnergemeinschaft Jingouhe-Str. 1 (金沟河路1号院社区) Einwohnergemeinschaft Yongjinli (永金里社区) Einwohnergemeinschaft Yongding-Str. 26 (永定路26号院社区) Einwohnergemeinschaft Fushi-Straße 2 (阜石路第二社区) Einwohnergemeinschaft Fushi-Straße 3 (阜石路第三社区) Einwohnergemeinschaft Zefengyuan (泽丰苑社区) Einwohnergemeinschaft Shawo (沙窝社区) |

## Verkehrsanbindung
Im Straßenviertel Yongdinglu befinden sich die Haltestellen Yuquanlu und Wukesong der Linie 1 der U-Bahn Peking.